# بيلي كينغ
بيلي كينغ (بالإنجليزية: Billy King)‏ (12 مايو 1994 إدنبرة المملكة المتحدة - ) هو لاعب كرة قدم بريطاني يلعب كمهاجم.

## روابط خارجية
- بيلي كينغ على موقع قاعدة بيانات كرة القدم.إي يو (الإنجليزية)
- بيلي كينغ على موقع Soccerway.com (الإنجليزية)
- بيلي كينغ على موقع عالم كرة القدم.نت (الإنجليزية)